# Чемпіонат Польщі з хокею 1966—1967
Чемпіонат Польщі з хокею 1967 — 32-ий чемпіонат Польщі з хокею, чемпіоном став клуб Легія Варшава.

## Фінальний раунд
| М  | Команда               | І  | Ш      | О  |
| -- | --------------------- | -- | ------ | -- |
| 1. | Легія Варшава         | 26 | 132:72 | 39 |
| 2. | ГКС Катовіце          | 26 | 126:69 | 36 |
| 3. | «Поморжанін» (Торунь) | 26 | 94:66  | 34 |
| 4. | Подгале (Новий Тарг)  | 26 | 102:80 | 28 |
| 5. | Напшуд Янув           | 26 | 88:110 | 23 |

## Втішний раунд
| М   | Команда            | І  | Ш      | О  |
| --- | ------------------ | -- | ------ | -- |
| 6.  | Полонія (Бидгощ)   | 18 | 71:73  | 18 |
| 7.  | Гурник (Мурцьки)   | 18 | 60:77  | 15 |
| 8.  | ЛКС (Лодзь)        | 18 | 65:81  | 13 |
| 9.  | Баїлдон (Катовіце) | 18 | 59:66  | 11 |
| 10. | КТХ Криниця        | 18 | 46:149 | 3  |

## Бомбардири
| Гравець             | Клуб    | Г  | П  | О  |
| ------------------- | ------- | -- | -- | -- |
| Влодзімєж Коморські | Легія   | 29 | 26 | 55 |
| Анджей Фонфара      | ГКС     | 28 | 19 | 47 |
| Кшиштоф Бялиницькі  | ЛКС     | 31 | 14 | 45 |
| Юзеф Мановські      | Легія   | 28 | 13 | 41 |
| Бурхард Пішчек      | Полонія | 29 | 10 | 39 |

## ІІ Ліга
Переможцем другої ліги став клуб Краковія Краків.